# Gryfici (Świebodzice)

Herb Gryf

Gryfici (Świebodzice) – średniowieczny ród rycerski, którego przedstawiciele w XII i XIII w. zajmowali dominującą pozycję wśród możnowładztwa małopolskiego.

## Pochodzenie i historia
Nazwa rodu urobiona została od gryfa, będącego godłem ich herbu, którego dowody używania istnieją jednak dopiero w XIV w. (stąd zwani też są, szczególnie w odniesieniu do wcześniejszego okresu, Świebodzicami, od zawołania rodowego "Świeboda"). Za pierwszych wybitnych przedstawicieli rodu uważa się arcybiskupa Janika (zm. po 1167 r.) i Jaksę z Miechowa (zm. ok. 1176), krzyżowca i fundatora klasztoru bożogrobców w Miechowie, utożsamianego przez część badaczy z Jaksą z Kopanicy (księciem połabskich Stodoran). Jego znaczenie i zamożność zapewne w dużym stopniu było związane z małżeństwem z córką potężnego palatyna Piotra Włostowica. Ponieważ sam Jaksa nie pozostawił męskich potomków, późniejsi członkowie rodu mieli pochodzić od jego męskich krewnych.
Nie jest do końca jasne pochodzenie rodu – wydaje się, iż jego korzenie tkwiły w Małopolsce, choć pojawiły się także również podejrzenia, że pochodzili oni ze Śląska, Danii czy Czech (często podstawą do tych przypuszczeń były niejasne informacje na temat wspomnianego Jaksy). Dyskusyjne były także związki rodu z książęcą dynastią pomorską Gryfitów (w starszej literaturze wspominano o bezpośrednim pochodzeniu Gryfitów pomorskich od małopolskich, zostało to jednak zakwestionowane).
Szczyt potęgi rodu przypadł na XII i XIII w., gdy jego przedstawiciele rodu posiadali dominującą pozycję wśród możnowładztwa małopolskiego, niejednokrotnie decydując o obsadzie tronu książęcego w Krakowie. Stopniowa utrata znaczenia rodu nastąpiła w drugiej połowie XIII w., a w XIV w. członkowie rodu w zasadzie znikają z najważniejszych polskich urzędów.
Tereny, na których skupiały się dobra Gryfitów, to przede wszystkim okolice Krakowa – na wschód od niego (Pogórze Karpackie w rejonie Bochni, czy bliżej położony ośrodek rodowy z centrum w Ruszczy i Branicach) oraz na północ (okolice Jędrzejowa, w czasach przedfundacyjnych – Brzeźnicy – z której pisało się wielu członków rodu). Oprócz tego Gryfici dysponowali także licznymi dobrami na Śląsku.

## Wybitni przedstawiciele rodu
- Jaksa z Miechowa (zm. 1176) – krzyżowiec, zięć Piotra Włostowica, prawdopodobnie identyczny z Jaksą z Kopanicy, księciem połabskim
- Janik (zm. po 1167) – arcybiskup gnieźnieński
- Mikołaj[6] (zm. 1202) – wojewoda krakowski, dowódca wojsk małopolskich w bitwie nad Mozgawą
- Marek z Brzeźnicy (zm. 1230/1231) – wojewoda krakowski
- Teodor (zm. 1237) – wojewoda krakowski
- Klemens z Brzeźnicy (zm. 1241) – kasztelan krakowski, który poległ w bitwie pod Chmielnikiem
- Jan Klimontowic (zm. po 1243) – kasztelan cieszyński i toszecki
- Andrzej z Brzeźnicy (zm. 1244) – biskup płocki
- Klemens z Ruszczy (zm. 1256) – kasztelan i wojewoda krakowski, najbliższy współpracownik księcia Bolesława Wstydliwego
- Wierzbięta z Ruszczy (zm. po 1310) – kasztelan i wojewoda krakowski
- Wierzbięta z Branic (zm. 1424) – stolnik krakowski

## Potomkowie rodu
Obok wspomnianych wyżej pomorskich Gryfitów, których bezpośrednie pochodzenie od małopolskich jest jednak dość nieprawdopodobne, z rodu Gryfitów-Świebodziców wywodzi się wiele późniejszych rodzin szlacheckich. Jedną z nich byli Braniccy herbu Gryf, których gniazdo rodowe znajdowało się w Ruszczy i Branicach, dawnych siedzibach Gryfitów. Ród ten należał do magnaterii Rzeczypospolitej Obojga Narodów; wymarł w XVIII wieku. Blisko spokrewniony z Gryfitami był też inny średniowieczny ród możnowładczy – Lisów, najprawdopodobniej wywodzący się z tego samego korzenia w linii męskiej.

## Literatura
- A. Małecki, Studya heraldyczne, t. I, Lwów 1890, s. 268-285, t. II, Lwów 1890, s. 46-67
- L. M. Wójcik, Ród Gryfitów do końca XIII wieku. Pochodzenie — genealogia — rozsiedlenie, "Historia" CVII, Wrocław 1993.